# Le matou revient

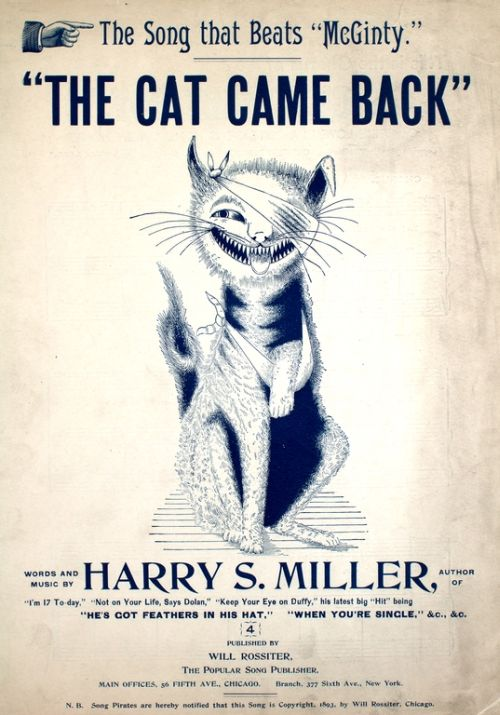
Couverture de la partition originale, avec copyright de 1893.

Le matou revient est une chanson de Steve Waring. C’est l'adaptation d'une chanson américaine, The Cat Came Back, écrite en 1893 par Harry S. Miller (en). Cette chanson est devenue un classique des chansons enfantines.
La chanson parle de Thompson le fermier qui tente, en vain, de se débarrasser de son chat par divers moyens (envoi par la poste, noyade, explosion, haché vivant, chute d'une très grande hauteur, envoi dans une fusée), auxquels il survit miraculeusement pour retourner dès le lendemain auprès de son propriétaire.
En 1989, Cordell Barker (en) s'est inspiré de l'histoire racontée par la chanson pour le scénario de son court métrage d'animation canadien humoristique Le chat colla (titre d'origine : The Cat Came Back).
Le titre et les paroles de la chanson originale ont connu plusieurs variations. 
D'autres chanteurs ont interprété cette chanson, notamment Riley Puckett (en), le chanteur de country Doc Williams (en), Tim Morgon, The Phantom Surfers (en).

## Notes et références

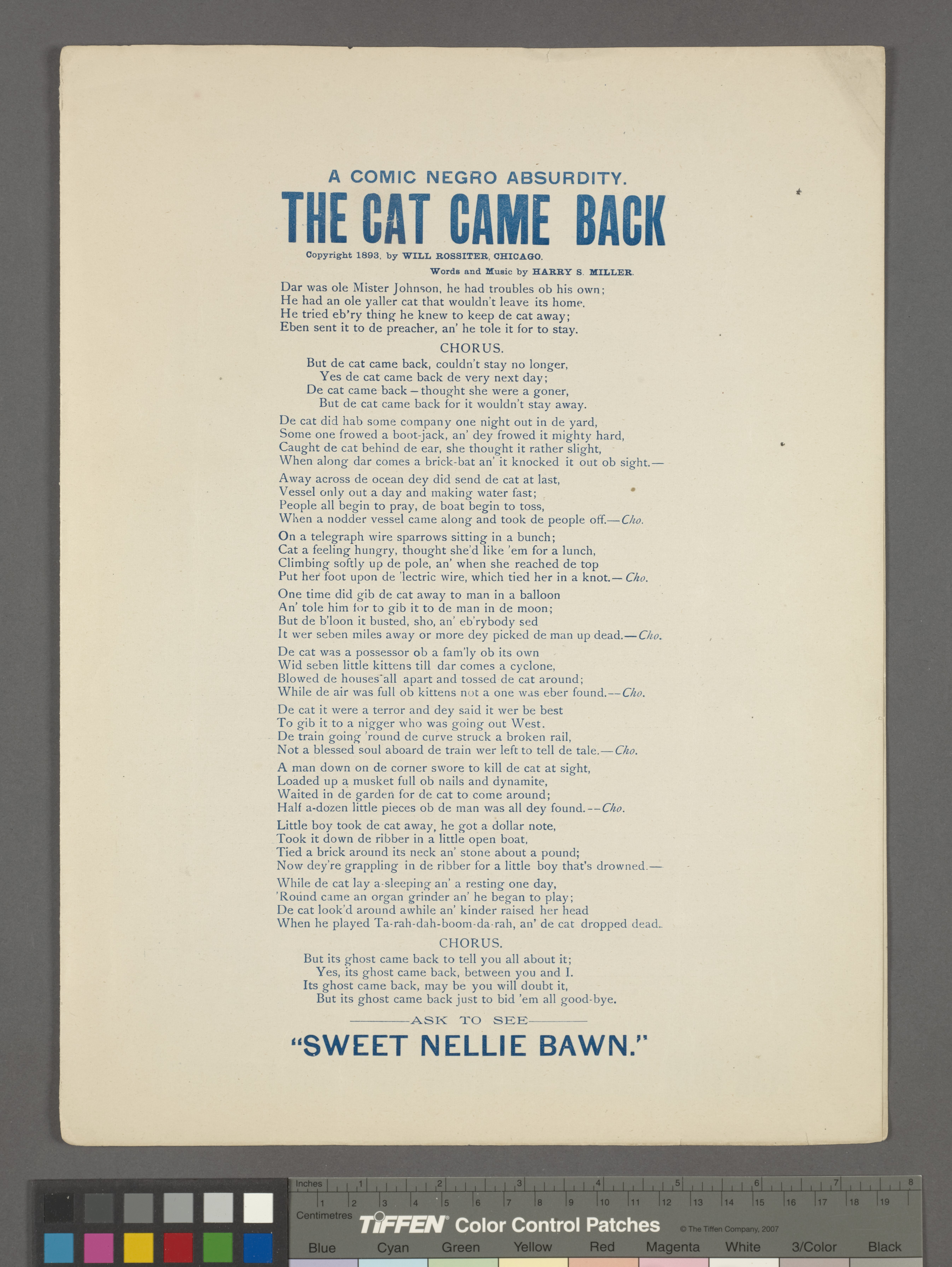
Paroles de la version originale de Harry S. Miller.